# Stadion FK Partizan
Stadion Partizana (Стадион Партизанa) je víceúčelový stadion sloužící zejména pro fotbal a atletiku v Bělehradu. Pojme 32 710 diváků. Kromě toho stadion slouží jako kulturní zařízení s možností pořádání koncertů. Tento stadion využívá při koncertních turné mnoho zpěváků a hudebníků. Domácí zápasy zde hraje fotbalový klub FK Partizan a Srbská fotbalová reprezentace.

## Historie
Práce na stadionu začaly krátce po druhé světové válce v roce 1948 a o rok později se zde odehrála první zápas ve sportovním areálu. Bylo to kvalifikace na mistrovství světa ve fotbale v roce 1950 mezi Jugoslávskou fotbalovou reprezentaci a Francouzskou fotbalovou reprezentaci která skončila remízou. Oficiální otevření ale proběhlo až 22. prosince 1951. Jeho název byl Stadion JNA a byl pojmenován po Jugoslávské lidové armádě (Jugoslovenske Narodne armije) a jeho kapacita byla pro 55 000 diváků. Od poloviny padesátých let do roku 1987 se vždy 25. května zde konaly přehlídky den mládeže. FK Crvena zvezda zde hrál čtyři sezóny, dokud Stadion Crvena Zvezda nebyl v roce 1963 dokončen. V roce 1962 se na stadion konalo Mistrovství Evropy v atletice 1962.
V dubnu 1989 koupil stadion FK Partizan od jugoslávské lidové armády, a stal se tak jeho vlastníkem. Název stadionu byl oficiálně změněn na Stadion Partizana. Měl kapacitu pro 50 000 diváků, než vstoupily v platnosti nové bezpečnostní předpisy UEFA. V roce 1998 byl zrekonstruován a od té doby má kapacitu pro 32 710 osob. V roce 2006 měl stávající stadion přestavět švýcarská firma Mob Lab. Kapacita nového stadionu Partizan by byla přibližně 38 000 míst s moderním obchodním parkem plným hotelů, administrativních budov, tenisových kurtů a multikina. Projekt je odložen a nakonec opuštěn.
V září 2010 je stadion zrekonstruován, aby splňoval kritéria Ligy mistrů UEFA. V březnu 2012 je výsledková tabule po 55 lety nahrazena novým LED displejem.